# Presses du Midi
Les Presses du Midi sont une maison d'édition française créée en 1981 à Toulon.
Le catalogue atteint début 2014 plus de 1 500 titres et 600 auteurs.
La logistique de l'entreprise est basée à Saint-Jean-du-Var, quartier de Toulon. Elle fonctionne en étroite liaison avec la librairie Périclès de Toulon (en boutique et en ligne) qui est sa vitrine. Les écrivains des Presses du Midi sont massivement présents lors de la traditionnelle fête du livre de Toulon.